# Musée de la Stasi
Le musée de la Stasi, en allemand Stasi-Museum, est une exposition permanente installée dans les locaux de l'ancien ministère de la Sécurité d'État (MfS, plus connu sous le nom de « Stasi »), la police politique de la République démocratique allemande, situés à Berlin-Lichtenberg, en Allemagne. Une partie du musée occupe les anciens bureaux et appartements du ministre Erich Mielke, qui fut chef de la Stasi durant plus de trente ans, et de ses collaborateurs, locaux qui ont été en grande partie conservés.

## Fondation
L'exposition est organisée par le Site de recherche et de commémoration de la Normannenstraße (Forschungs- und Gedenkstätte Normannenstraße) et située dans le bâtiment 1 de l'ancienne centrale du ministère de la Sécurité d'État. Autrefois centre de l'activité de surveillance et de répression de la population est-allemande,, le site composé de plusieurs vastes bâtiments est devenu un centre d'information sur les activités de la Sécurité d'État et sur les mouvements de résistance et d'opposition qui existèrent en RDA. À l'origine de ce site et du musée se trouvent l'association Antistalinistische Aktion Berlin-Normannenstraße e.V. (ASTAK), fondée en 1990 par des militants berlinois des droits civiques, dont le but est la collecte, la conservation, la documentation, le traitement et l'exposition de témoignages matériels, ainsi que la BStU (Stasi-Unterlagenbehörde) l'organisme chargé des dossiers et archives de la Stasi.

## Histoire
La centrale de la Stasi comportait cinquante bâtiments d'une surface totale de 180 000 m2. La zone était fermée au public, accessible uniquement aux 7000 fonctionnaires y travaillant. Le gigantisme du complexe entier reflétait l'activité considérable de la Stasi, à l'époque la police secrète la plus importante du bloc de l'Est (jusqu'à 90 000 employés et 180 000 collaborateurs) par rapport à la population civile. Construit en plusieurs étapes, il formait une « ville dans la ville ». 
Le complexe comportait des installations destinées à la prise en charge complète de ses fonctionnaires, comme des services médicaux dédiés, une banque, un cinéma, une salle des congrès et un centre commercial proposant des produits auxquels les simples citoyens ne pouvaient accéder, et bénéficia, jusque dans les dernières années de l'État est-allemand, des dernières innovations disponibles : derrière le bâtiment 7 se trouvait une centrale de traitement de l'eau, de sécurisation du réseau électrique et des télécommunications.
Lors de la chute du régime est-allemand, des militants des droits civiques prirent les bâtiments d'assaut le 15 janvier 1990, afin entre autres d'empêcher la destruction des documents d'archives de la Stasi. Ces archives ont été conservées par la BStU, dont le travail a pris fin le 17 juin 2021, la responsabilité des archives étant désormais confiée aux Archives fédérales.
Sur plusieurs étages, le musée présente les méthodes employées par la Stasi : méthodes basées sur la violence et la menace, ou la récompense et le favoritisme, l'espionnage systématique de la population par l'ouverture des colis, des lettres, l'écoute des communications téléphoniques ou des conversations à domicile, la vérification de toutes les autorisations et certificats délivrés à la population, la diffusion de fausses nouvelles et la diffamation, ainsi que les outils technologiques d'espionnage utilisés : microphones, caméras, appareils-photo dissimulés...
Une partie du musée est composée des bureaux personnels d'Erich Mielke, comprenant sa fameuse valise rouge, de ses salles de réunions et de son appartement privé. La vaste cour d'accueil comporte une exposition permanente de panneaux informatifs en plein air. Le musée accueille environ 100 000 visiteurs par an.
Le site a été classé aux monuments protégés par le Sénat de Berlin.

## Vues du site

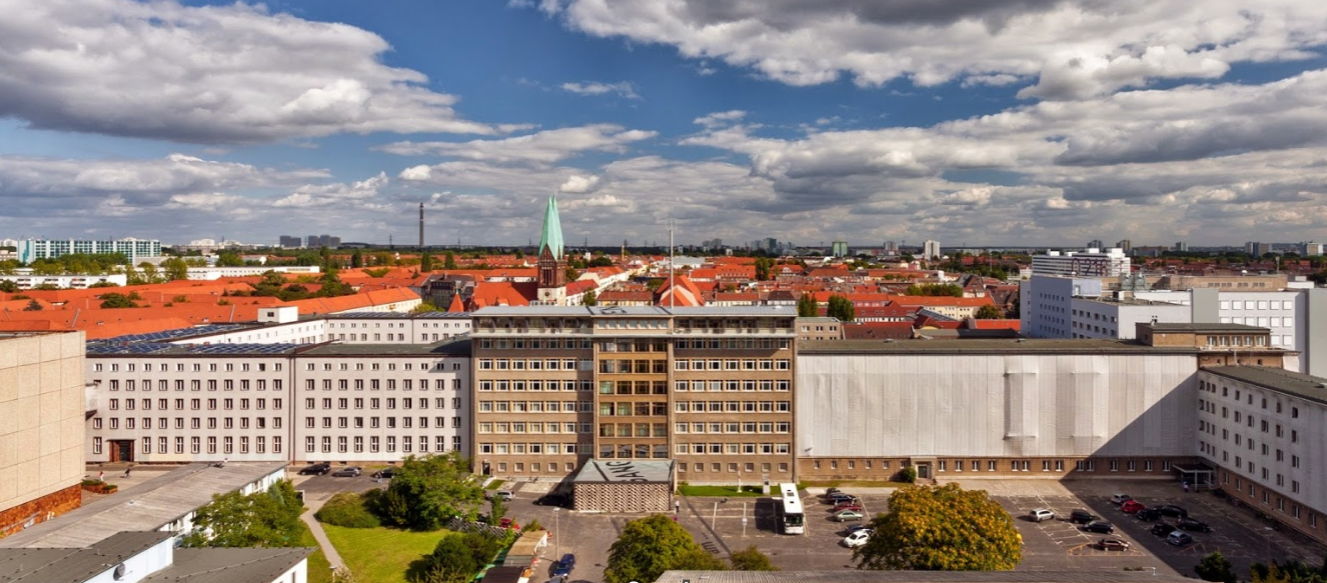
Vue générale, face au bâtiment 1.
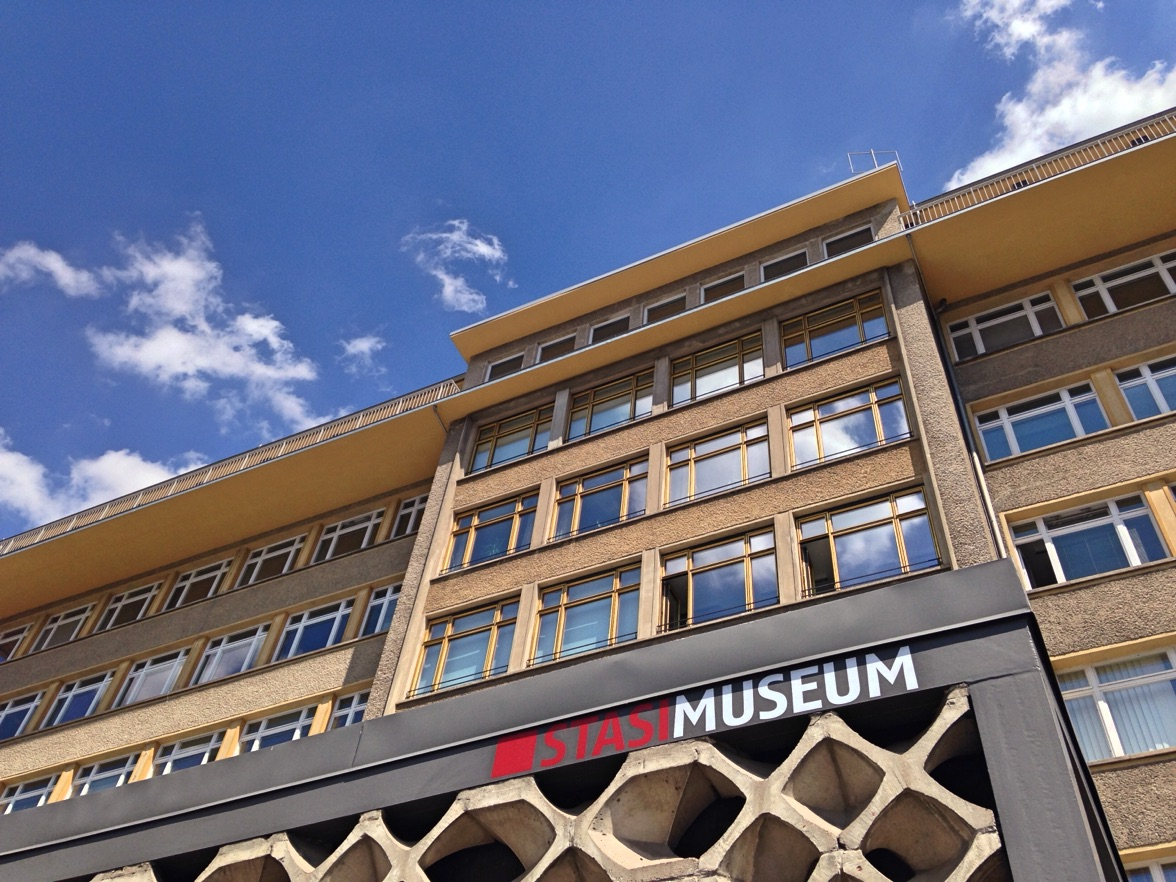
Entrée principale
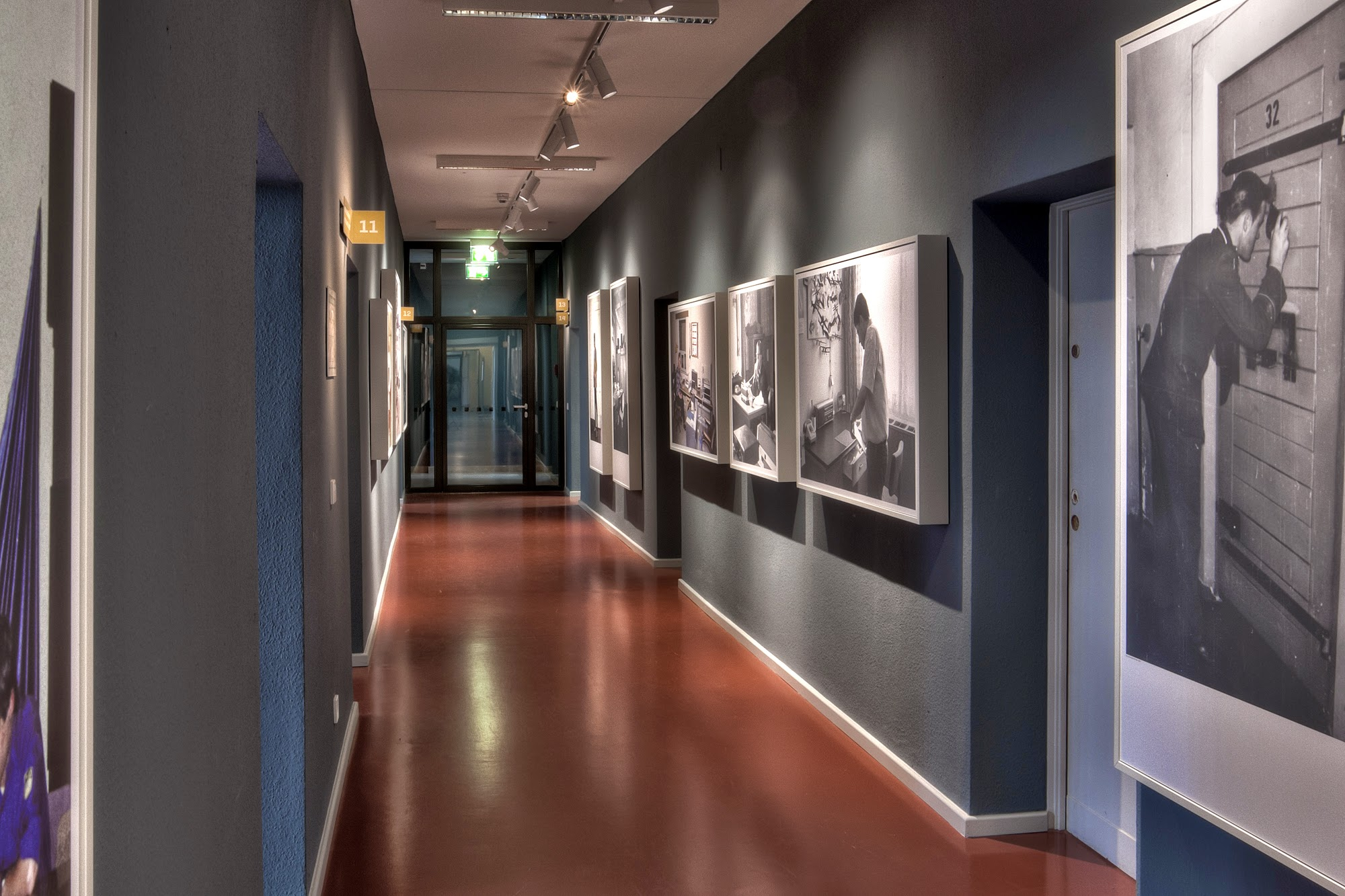
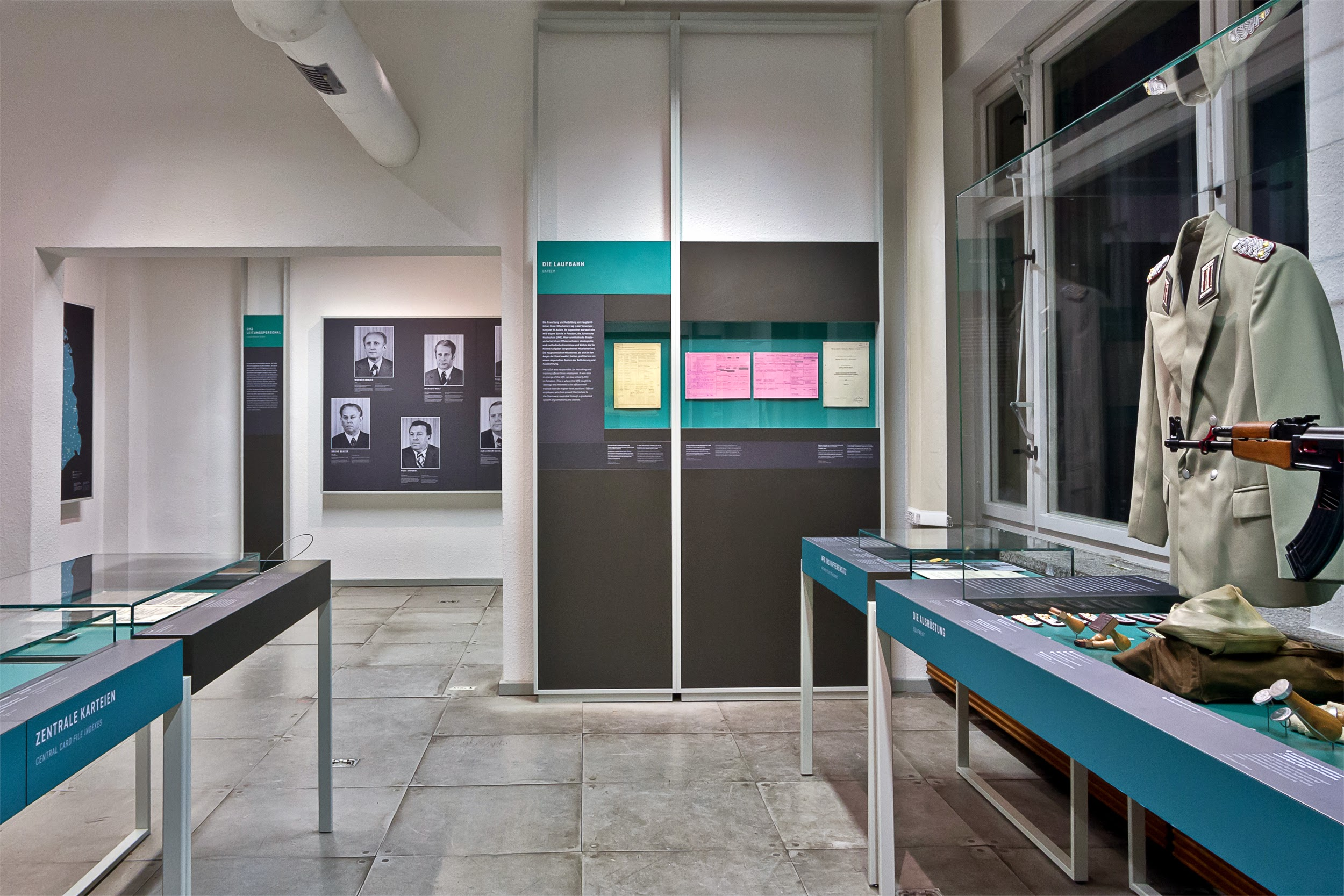
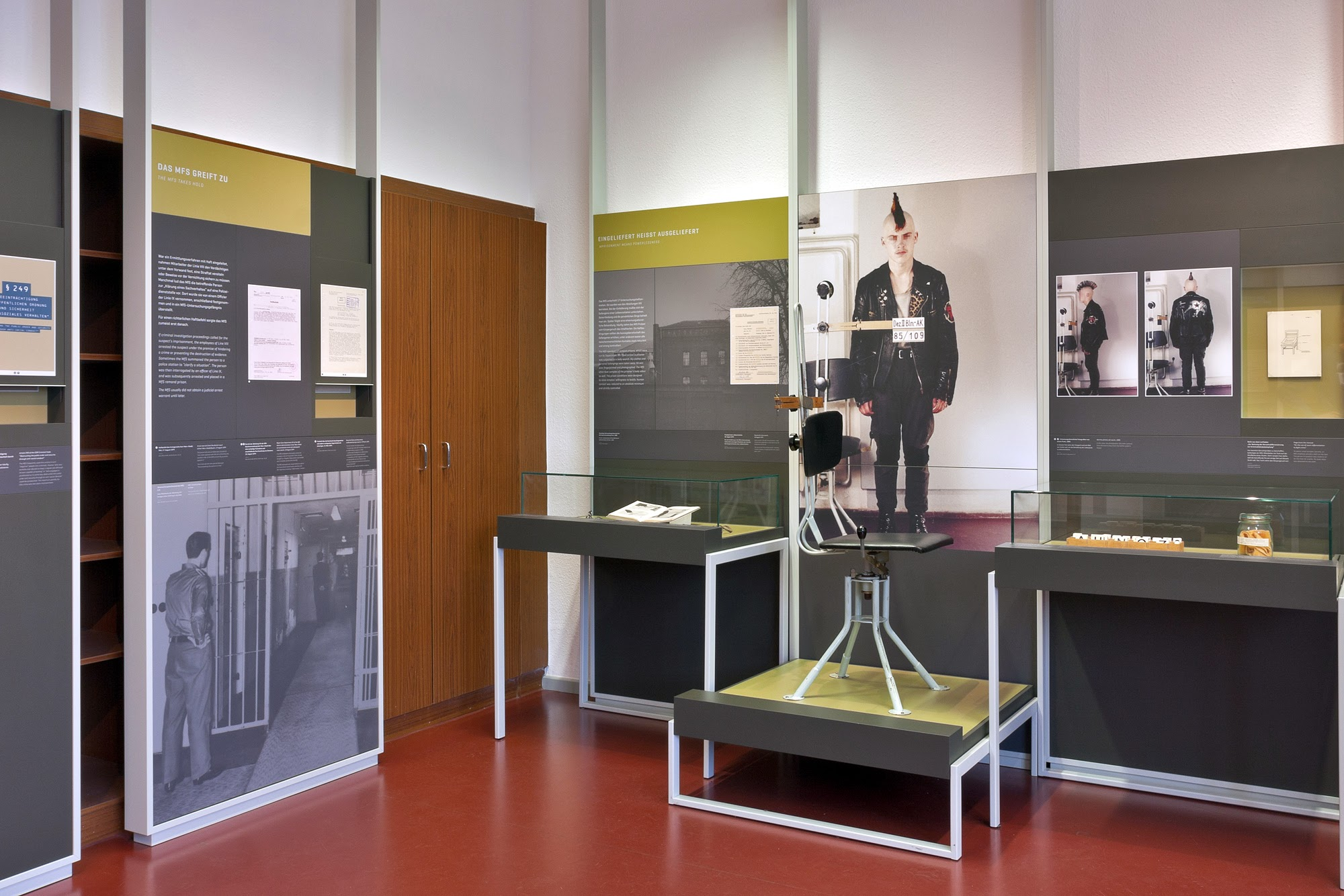
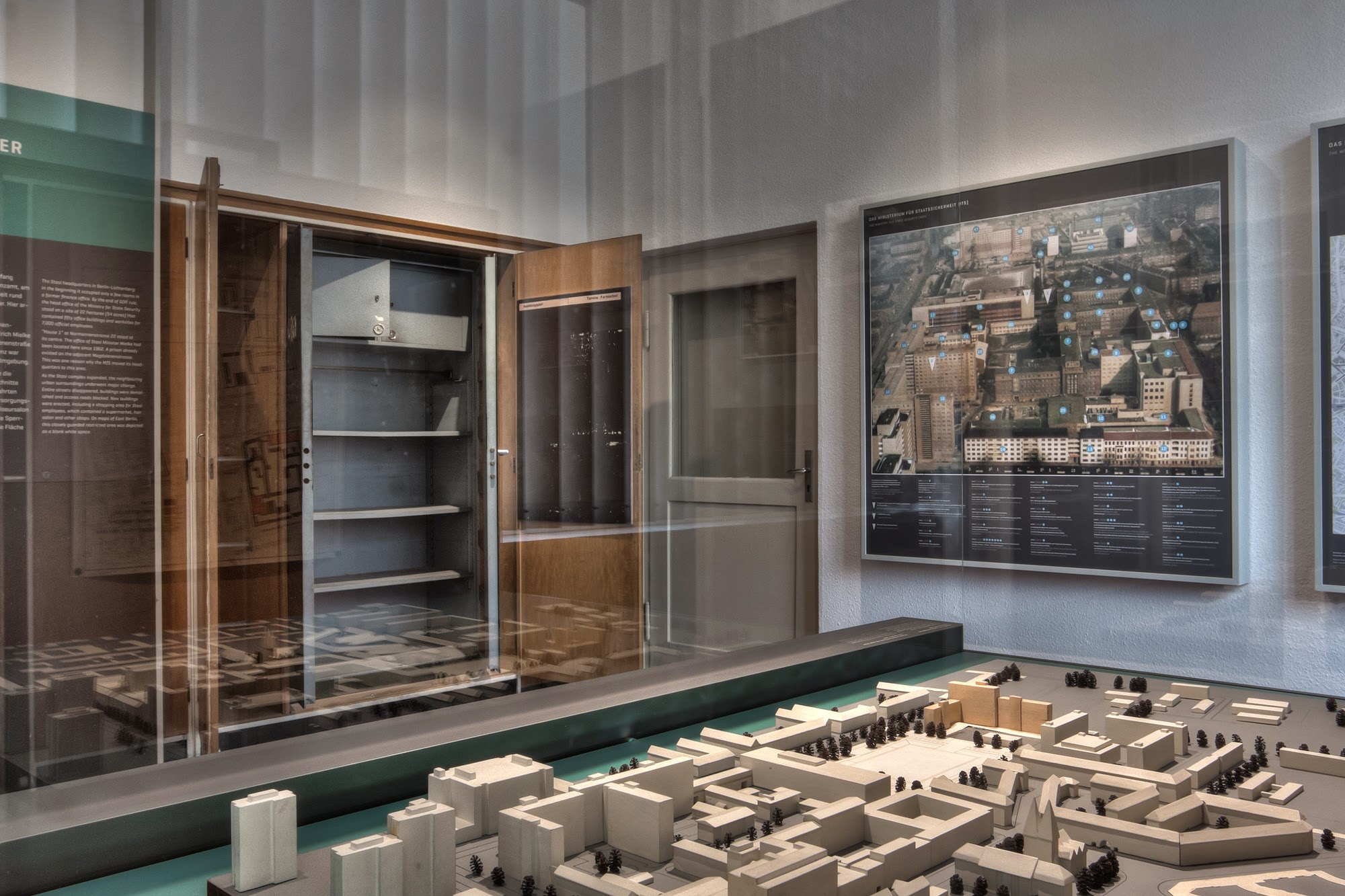
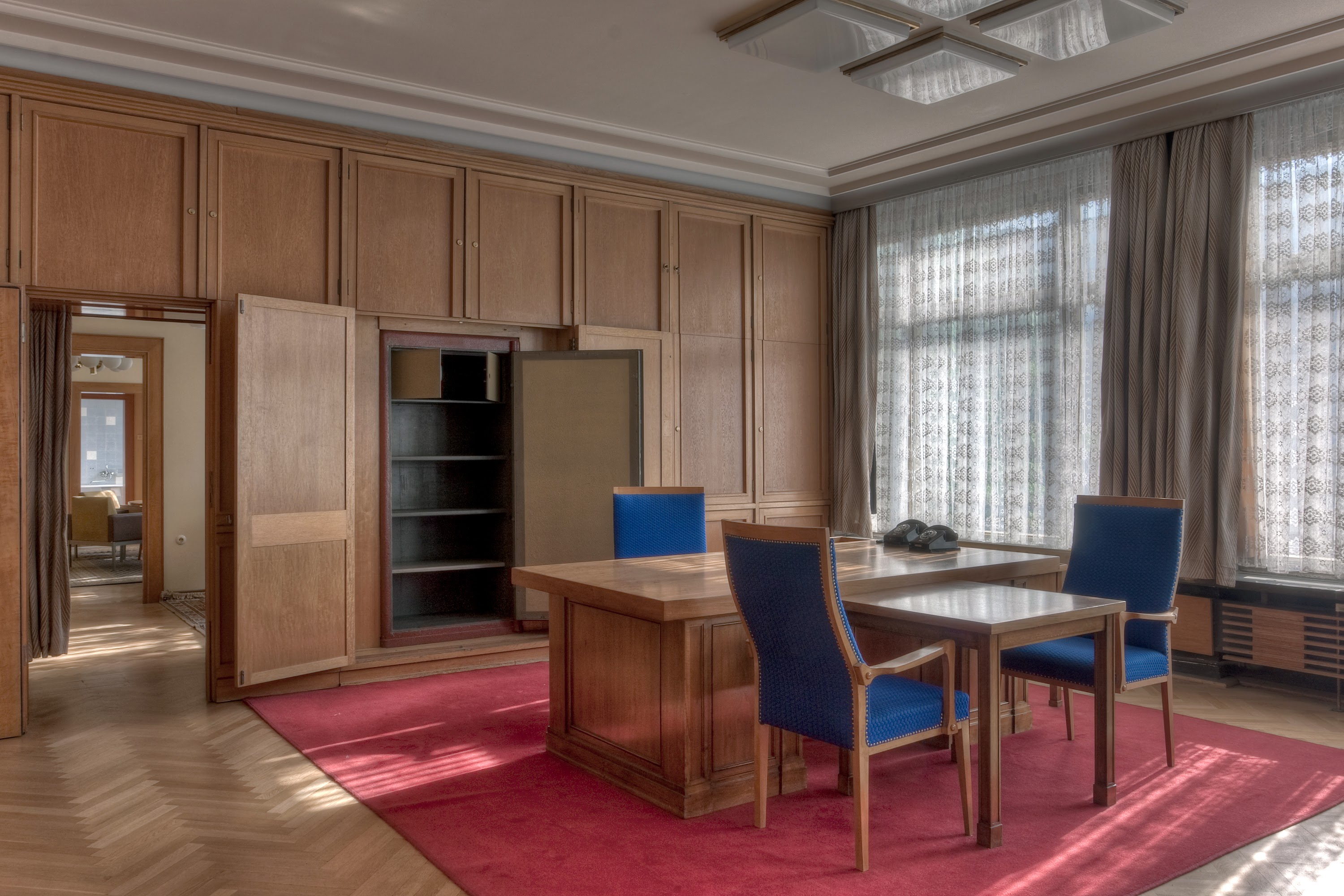
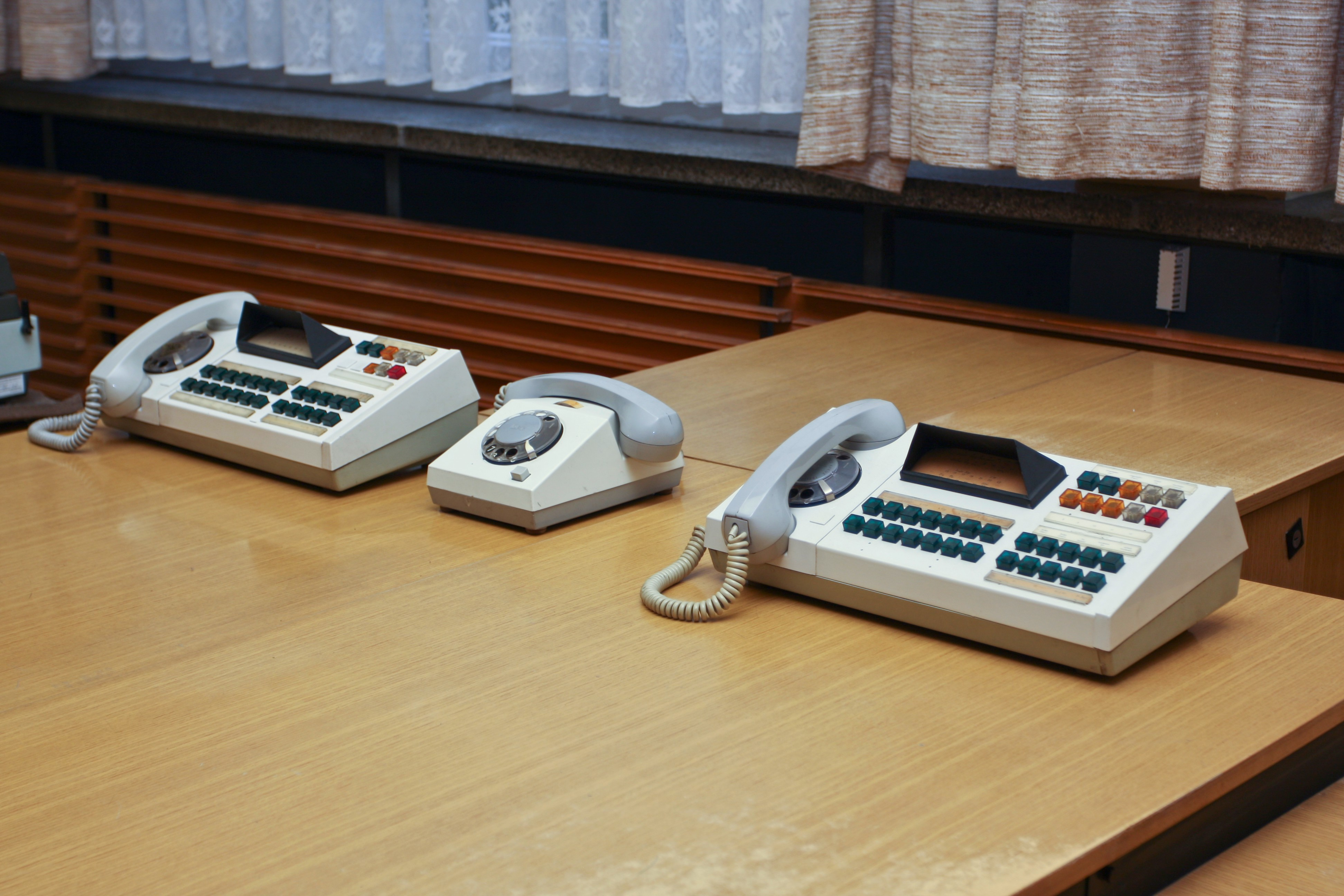

### Bureaux d'Erich Mielke

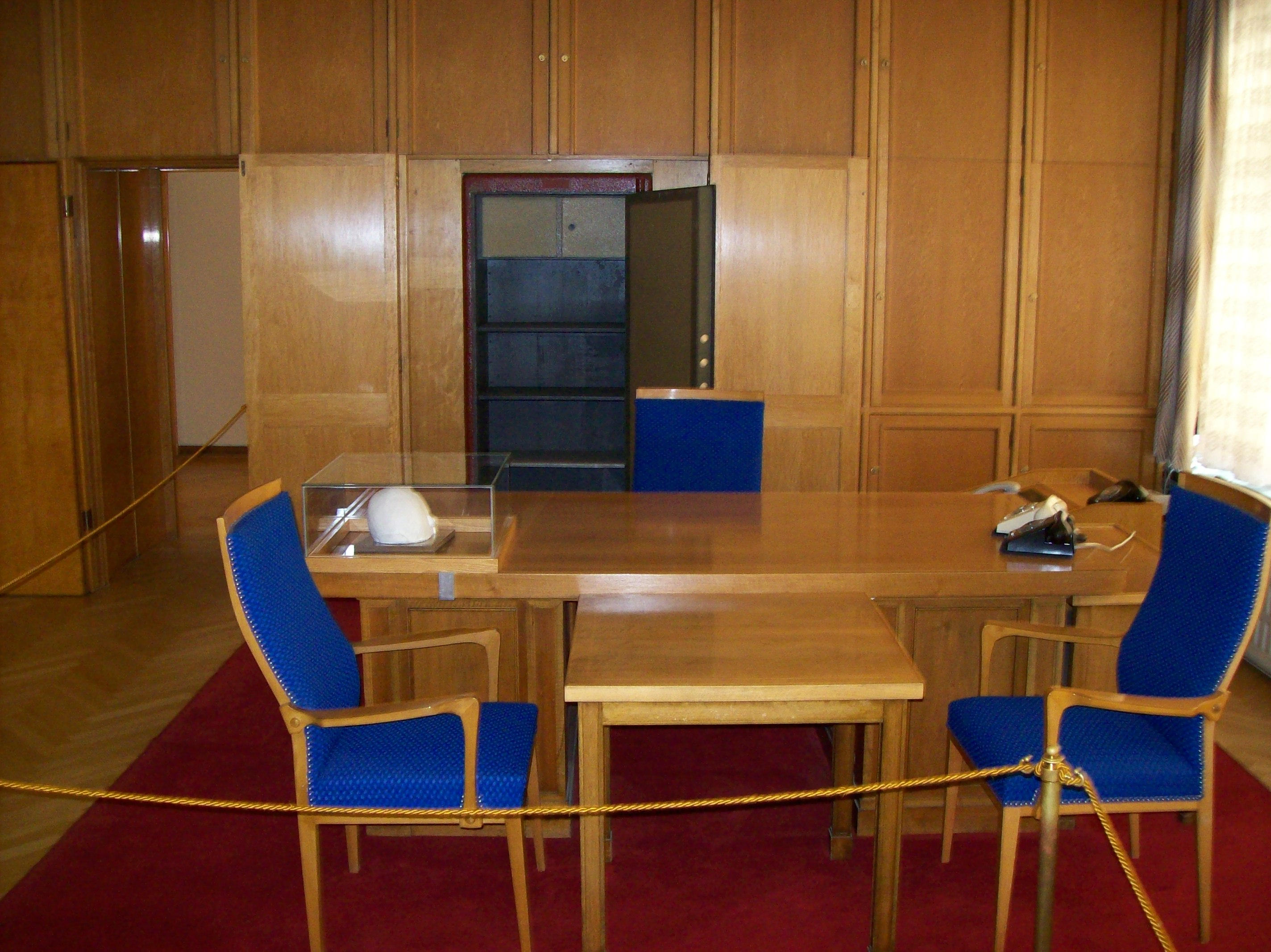
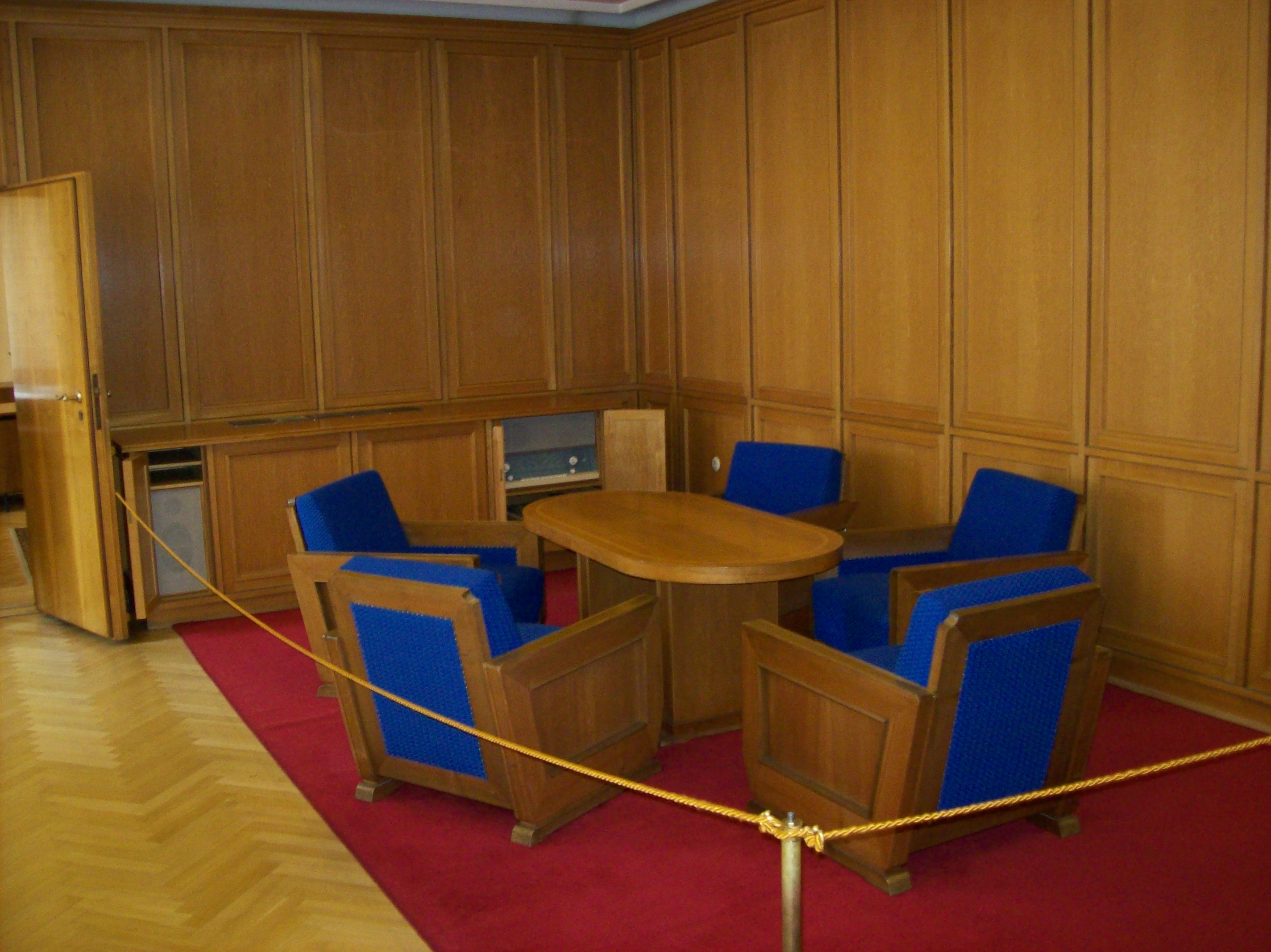
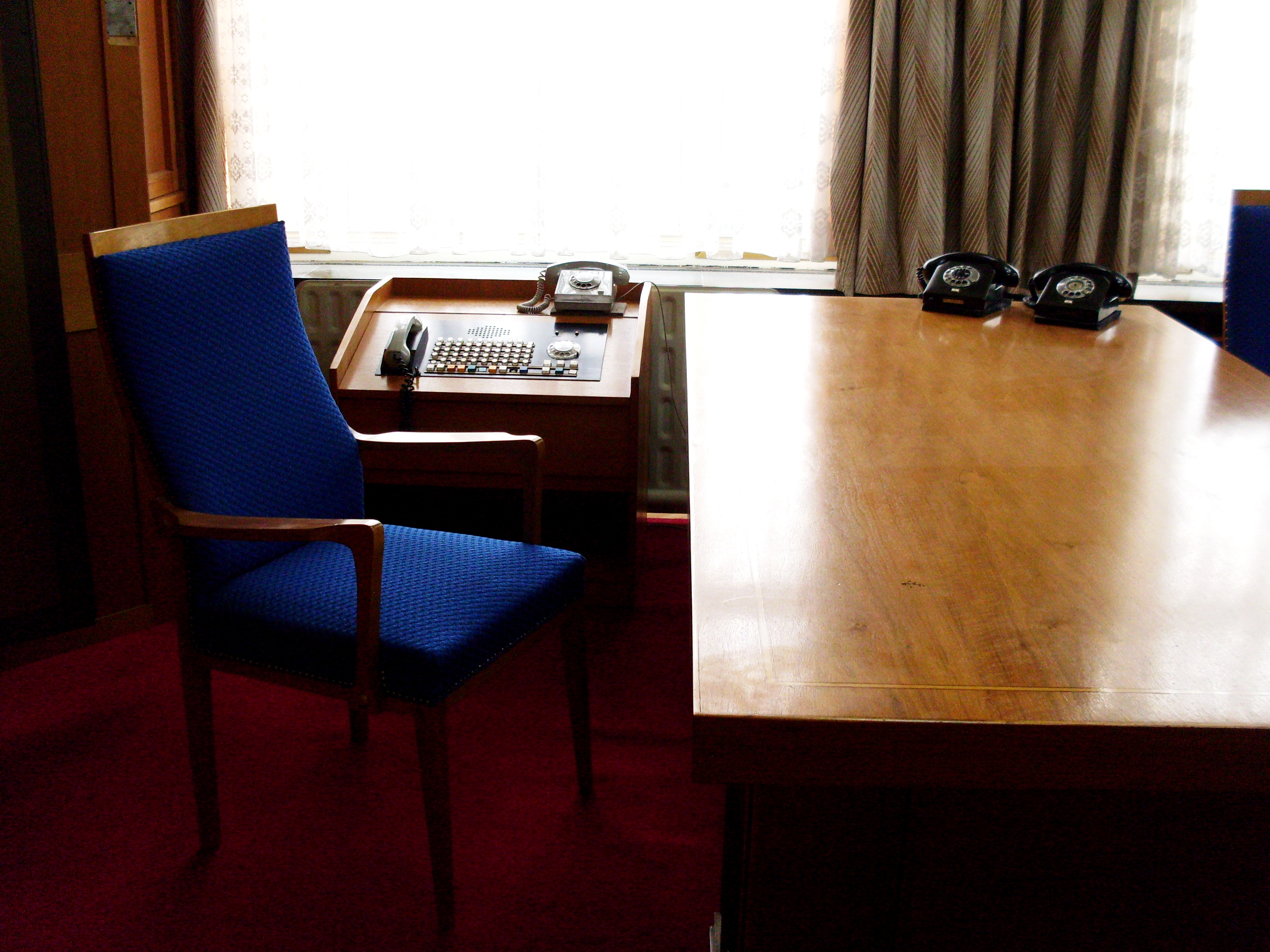